# Steve Chabot
Steven (Steve) Chabot (ur. 22 stycznia 1953) – amerykański polityk, członek Partii Republikańskiej.
W latach 1995–2009 przez siedem kolejnych dwuletnich kadencji Kongresu Stanów Zjednoczonych był przedstawicielem pierwszego okręgu wyborczego w stanie Ohio w Izbie Reprezentantów Stanów Zjednoczonych. Nieskutecznie ubiegał się o reelekcję w 2008 roku, jednak po jednej kadencji przerwy ostatecznie do Izby Reprezentantów powrócił w 2011 roku.